# Yōichirō Kakitani
Yōichirō Kakitani (jap. 柿谷曜一朗 Kakitani Yōichirō; ur. 3 stycznia 1990 w Osace) – japoński piłkarz występujący na pozycji napastnika, zawodnik w japońskim klubie Cerezo Osaka. Były reprezentant Japonii.

## Życiorys

### Kariera klubowa
Był zawodnikiem klubów: Cerezo Osaka, Tokushima Vortis, FC Basel i Cerezo Osaka U-23.
4 stycznia 2016 podpisał kontrakt z japońskim klubem Cerezo Osaka, umowa do 31 stycznia 2020.

### Kariera reprezentacyjna
Był reprezentantem Japonii w kategoriach wiekowych: U-17 i U-20. 
W latach 2013–2014 był zawodnikiem seniorskiej reprezentacji Japonii. Znalazł się w kadrze na Mistrzostwa Świata 2014 w Brazylii.

## Sukcesy

### Klubowe
FC Basel
- Mistrz Szwajcarii: 2014–15, 2015–16

Cerezo Osaka
- Zdobywca Pucharu Japonii: 2017
- Zdobywca Pucharu Ligi Japońskiej:2017
- Zdobywca Superpucharu Japonii: 2018

### Reprezentacyjne
Japonia U-17
- Zdobywca Mistrzostw Azji U-17: 2006

Japonia
- Zdobywca Pucharu Azji Wschodniej: 2013

### Indywidualne
- Najbardziej wartościowy zawodnik Mistrzostw Azji U-17: 2006
- Najlepszy strzelec Pucharu Azji Wschodniej: 2013
- Gracz miesiąca w J1 League: maj 2013